# 黑森-拿骚大区
黑森-拿騷大区（德語：Gau Hessen-Nassau）是納粹德國於1933年至1945年間的一個行政區劃。它由兩個獨立的大区合併而成，其前身是包括黑森人民邦（德意志帝国时期的黑森-達姆施塔特）和普魯士黑森-拿騷省的南部地區，從1927年到1933年，這些大區是納粹黨的地區分部。